# Мадам д’Онуа
Мари-Катрин д’Онуа (фр. Marie-Catherine, Madame d'Aulnoy, урождённая Мари-Катрин Ле Жюмель де Барневиль, 1652, Барнвиль-ла-Бертран, Нормандия — 13 января 1705, Париж) — французская писательница, одна из первых авторов классической французской сказки. Благодаря мадам д’Онуа и её последователям сказка стала, в 1690-х годах, самостоятельным литературным жанром.

## Биография
Мари-Катрин Ле Жюмель де Барневиль родилась в дворянской нормандской семье: её отцом был Николя-Клод де Жюмель, сеньор де Барневиль и де Пеннедепи; матерью — Жюдит-Анжелик Ле Кустелье де Сен-Патер (во втором браке маркиза де Гюдан), авантюристка и тайный агент французского двора в Испании. Датой рождения Мари-Катрин обычно указывается 1650 или 1651 год, однако новейшие исследования показывают, что наиболее вероятной датой следует считать 1652 год.
6 марта 1666 года юная Мари-Катрин вышла замуж за Франсуа де ла Мотта, барона (или графа) д’Онуа, который был старше её более чем на 30 лет и имел репутацию мота, любителя выпить и неисправимого ловеласа. Родившиеся у них в 1667 году дочь и сын, вероятно, умерли в младенческом возрасте; третья дочь, которая родилась в 1668 году, выжила. В 1669 году Мари-Катрин (в сговоре с матерью и двумя сообщниками) попыталась избавиться от супруга, обличив его в преступлении по оскорблению короля (за что полагалась смертная казнь). Однако по постановлению суда барон был освобождён, тогда как двух соучастников заговора приговорили к обезглавливанию за клевету и казнили на Гревской площади. Маркиза де Гюдан бежала в Испанию; баронессу д’Онуа спасла её находчивость. Французский адвокат Гайо де Питаваль в своём сборнике «Знаменитые судебные процессы» (Causes célèbres et intéressantes) утверждал, что при аресте её застали в постели, однако она сумела убежать по тайной лестнице и укрыться под катафалком в соседней церкви, очень кстати установленным там для проведения погребальной церемонии. Позднее, в 1671-м или 1672 году, Мари-Катрин, вместе с маленькой дочерью, всё же была заключена в Консьержери, однако вскоре вышла на свободу.
На протяжении пятнадцати лет мадам д’Онуа находилась в вынужденной эмиграции. Вначале она уехала во Фландрию; затем жила в Англии и в Испании. За это время у неё родились ещё две дочери, которых барон д’Онуа, не живший с супругой, признать отказался. Впоследствии испанские впечатления легли в основу нескольких произведений д’Онуа, однако множество присутствующих в них ошибок и явно вымышленных фактов заставили некоторых критиков усомниться, действительно ли писательница жила в Испании. Как бы то ни было, современникам мадам д’Онуа была известна прежде всего как автор испанских воспоминаний.
По всей видимости, живя при английском и испанском дворе, Мари-Катрин д’Онуа (как и её мать) выполняла тайные дипломатические поручения, благодаря чему заслужила королевское прощение. В 1685 году она вернулась во Францию. Остаток своей жизни на родине мадам д’Онуа посвятила написанию и изданию литературных произведений, которые пользовались популярностью. Кроме того, она открыла в Париже собственный литературный салон, а также посещала знаменитый салон маркизы де Ламбер. В салоне мадам д’Онуа бывали как представители высшей знати (в том числе принцесса де Конти), так и писательницы-сказочницы: Мари-Жанна Леритье де Вилландон, графиня де Мюра, Катрин Бернар и другие. В знак признания писательских заслуг мадам д’Онуа была принята в Академию Риковрати в Падуе. Среди девяти «французских муз» — членов Академии первой была мадемуазель де Скюдери, а мадам д’Онуа — седьмой; её место соответствовало месту музы истории Клио.
В 1699 году мадам д’Онуа вновь оказалась в центре скандала, на сей раз связанного с покушением на убийство. Её близкую подругу мадам Тике, жену парламентского советника, обвинили в попытке убить собственного мужа, а мадам д’Онуа — в содействии преступлению. Муж обвиняемой выжил; мадам Тике приговорили к смертной казни и обезглавили. Причастность писательницы к делу доказать не удалось и преследованиям она не подвергалась.
Мари-Катрин д’Онуа скончалась в собственном доме в предместье Сен-Жермен, 12 или 13 января 1705 года. 14 января она была похоронена в парижской церкви Сен-Сюльпис.

## Творчество
В 1690 году Мари-Катрин д’Онуа опубликовала «Воспоминания об испанском дворе» (Memoires de la cour d’Espagne) и первый из трёх своих исторических романов: «История Ипполита, графа Дугласа» (Histoire d’Hippolyte, comte de Douglas). За ними последовали «Записки о путешествии в Испанию» (Relations du voyage en Espagne, 1691), «Мемуары о приключениях при французском дворе» (Mémoires des aventures de la cour de France, 1692), «Граф де Варвик» (Le Comte de Warwick, 1703) и др.
Однако в историю французской литературы мадам д’Онуа вошла как ведущая сказочница конца XVII века. Её «Остров блаженства» (L’Île de la félicité) — вставной эпизод романа «История Ипполита» — стал первой волшебной сказкой, опубликованной во Франции. Если вставные новеллы и ранее включались писателями в текст романов, то у мадам д’Онуа герой рассказывает именно сказку: историю «русского князя Адольфа», попавшего на зачарованный остров Блаженства, в страну вечной молодости и любви. Интересно, что это было не первое появление князя Адольфа в европейской литературе. Ранее, в пьесе классика испанской драматургии Педро Кальдерона «Жизнь есть сон» (1635) уже появлялся, в качестве одного из главных действующих лиц, «Астольфо, князь Московский» (перевод Н. Ю. Ванханен).
В 1697 году, в один год с «Историями, или сказками былых времён» Шарля Перро, Мари-Катрин д’Онуа выпустила первый том своих «Волшебных сказок» (Les contes des fées, дословно — «Сказки фей»). Название этого четырёхтомного сборника (в форме contes de fées), сразу вошедшее в обиход, стало во французском языке определением всего жанра. В 1698 году вышел сборник «Новые сказки, или Модные феи» (Contes nouveaux ou les Fées à la mode), также в четырёх томах.
В сказках д’Онуа, как и в сказках Перро, народная, фольклорная традиция сочетается с изысканной стилистикой салонной (в том числе прециозной) литературы, в первую очередь «галантного романа». Что касается сюжетов, то источником многих из них являются сборники Базиле и Страпаролы. Присутствуют в её сказках и аллюзии на произведения современников: Перро, графини де Мюра, Леритье де Вилландон, Комон де Ла Форс. Среди наиболее значительных сказок мадам д’Онуа — «Синяя птица» (Oiseau bleu), «Златовласка» (La Belle aux cheveux d’or), «Прелестница и Персинет» (Gracieuse et Percinet), «Принц-Дух» (Le Prince lutin), «Лесная лань» (La Biche au bois), «Белая кошка» (La Chatte Blanche), «Золотая ветвь» (Le Rameau d’or), «Вострушка-Золянка» (Finette Cendron), «Жёлтый карлик» (Le Nain jaune), «Благодетельная лягушка» (La Grenouille bienfaisante).
В XVII—XVIII веках сказки мадам д’Онуа многократно переиздавались, пользовались широкой известностью и могли соперничать в популярности с творениями Шарля Перро. Начиная с XIX века мадам д’Онуа несколько потерялась в тени последнего, однако в XXI веке её творчество привлекло внимание историков литературы и стало предметом серьёзных исследований. Общепризнано значение Мари-Катрин д’Онуа для французской литературной сказки и её влияние на становление жанра в Западной Европе.

### Переводы
В 1707 году четырёхтомное собрание сочинений мадам д’Онуа, включая сказки, было издано на английском языке.
В России первые переводы сказок мадам д’Онуа появились в 1779 году. Тогда были опубликованы две сказки: «Басня о Белой Кошке» и «Сказочка о померанцевом дереве и о пчеле». Роман «История Ипполита» был полностью переведён в 1801 году и издан в Смоленске, хотя его вольные пересказы бытовали и ранее.
Следующие переводы появились лишь в XX веке: в 1936 году в составе сборника сказок Шарля Перро (переводчик С. П. Бобров) были опубликованы и творения его современниц, в том числе три сказки мадам д’Онуа под названиями «Красавица Золотые Кудри», «Голубая птица» и «Лесная лань». В 1991 году две сказки в переводе Ю. Я. Яхниной, «Белая Кошка» и «Жёлтый Карлик», вошли в состав сборника «Французская литературная сказка».
В 2015 году полное собрание сказок мадам д’Онуа вышло в серии «Литературные памятники».

## Комментарии
1. ↑  Графский титул де ла Мотта оспаривался; по этой причине мадам д’Онуа также упоминается разными авторами как баронесса и как графиня[3].
2. ↑  В Испании она вела жизнь тайного двойного агента, благодаря чему заслужила впоследствии прощение французского двора[8].
3. ↑  Примечательно, что Россия в зачине сказки представлена как страна варварская, в которой лишь чудом мог родиться столь совершенный правитель; деревья в ней круглый год покрыты льдом и повсюду ходят белые медведи[24].